# Erythridula rubroscuta
Erythridula rubroscuta är en insektsart som först beskrevs av David D. Gillette 1898.  Erythridula rubroscuta ingår i släktet Erythridula och familjen dvärgstritar. Inga underarter finns listade i Catalogue of Life.